# Mạnh Linh
Mạnh Linh (6 tháng 4 năm 1929 – ?) là một nghệ sĩ sân khấu, diễn viên điện ảnh, nguyên Giám đốc Nhà hát Kịch Việt Nam. Ông đã được nhà nước Liên Xô trao tặng Huân chương Lenin và Bằng danh dự nghệ sĩ. Ông cũng từng được nhà nước Việt Nam trao tặng danh hiệu Nghệ sĩ Nhân dân trong đợt phong thưởng lần thứ 2 năm 1988 nhưng đã bị tước bỏ danh hiệu sau khi ông phải nhận án tù vào năm 1996.

## Thời trẻ
Mạnh Linh tên thật là Phạm Văn Lạng, sinh ngày 6 tháng 4 năm 1929 tại phủ Lạng Giang, huyện Yên Dũng, tỉnh Hà Bắc (nay thuộc tỉnh Bắc Giang). Theo Địa chí Bắc Giang từ điển, ông sinh ra trong một gia đình thành thị nghèo, sau khi học hết lớp nhất thì bỏ học đi theo một gánh hát cải lương và đi khắp nơi đến tận Thừa Thiên Huế. Năm 1945, ông trở về phủ Lạng Giang và gia nhập gánh hát Xuân Đài. Cách mạng Tháng Tám nổ ra, Mạnh Linh đã tham gia cướp chính quyền ở địa phương. Về sau, ông tham gia đoàn tuyên truyền của Hội Phật giáo cứu quốc.
Tháng 5 năm 1948, ông tham gia thành lập đội tuyên truyền xung phong của Ty Thông tin Bắc Giang, sau chuyển thành Đoàn văn công nhân dân Bắc Giang. Mạnh Linh lần lượt được đề bạt làm Đoàn phó, rồi Đoàn trưởng và phụ trách Phòng Văn nghệ Ty Văn hóa, kiêm Chi hội trưởng Chi hội Văn nghệ Bắc Giang. Đến tháng 8 năm 1956, ông được điều về Đoàn văn công Trung ương.

## Phát triển sự nghiệp
Năm 1959, bộ phim truyện điện ảnh đầu tiên của miền Bắc Việt Nam sau 1954, đồng thời là phim truyện đầu tiên của điện ảnh Cách mạng Việt Nam ra đời. Mạnh Linh đã đảm nhận vai chính trong bộ phim ghi dấu ấn lịch sử cho điện ảnh Việt Nam này.
Ông vốn là một nghệ sĩ sân khấu chuyên mảng kịch nói. Ông được xem là thế hệ diễn viên sân khấu thứ hai của Việt Nam sau Thế Lữ, Đào Mộng Long, Song Kim. Lúc bấy giờ, Đoàn kịch nói Trung ương (nay là Nhà hát Kịch Việt Nam) chia làm 3 đoàn bao gồm Đoàn kịch Bắc, Đoàn kịch Nam bộ và Đoàn kịch Thanh niên. Mạnh Linh được phân công làm Đoàn trưởng Đoàn kịch Bắc. Năm 1972, Dương Ngọc Đức trở thành đạo diễn kiêm Chỉ đạo nghệ thuật Nhà hát Kịch. Một thời gian sau, Dương Ngọc Đức được bổ nhiệm làm Giám đốc, còn Mạnh Linh cùng Lê Văn Sinh, Lê Trọng Sâm được bổ nhiệm làm Phó giám đốc.
Vào giai đoạn đầu của Chiến tranh biên giới Việt–Trung năm 1979, đơn vị tự vệ của Nhà hát Kịch được thành lập. Mạnh Linh trở thành Chính trị viên của đơn vị. Năm 1983, Dương Ngọc Đức nhậm chức Tổng thư ký của Hội nghệ sĩ sân khấu, Mạnh Linh trở thành người kế nhiệm vị trí Giám đốc Nhà hát Kịch Việt Nam.

### Diễn viên
Năm 1970, nhân kỷ niệm 100 năm ngày sinh của lãnh tụ Vladimir Lenin, Mạnh Linh cùng Can Trường và Hoàng Uẩn được cử sang Liên Xô để chuẩn bị cho việc dựng vở kịch Chuông đồng hồ điện Kremlin. Đây là vở kịch của mô tả bối cảnh nước Nga sau Cách mạng Tháng Mười. Mạnh Linh được phân vào vai kỹ sư Zabolin, nhân vật được xây dựng dựa trên hình tượng Lenin. Năm 1978, ông tiếp tục vào vai Lenin trong vở Khúc thứ ba bi tráng cũng nằm trong bộ 3 vở kịch có đề tài về Cách mạng Tháng Mười của nhà viết kịch người Liên Xô Nikolai Pogodin. Sau khi vở kịch được công diễn đã nhận được nhiều lời khen từ khán giả cả nước.
Sau thành công của 2 vở Chuông đồng hồ điện Kremlin và Khúc thứ ba bi tráng, Nhà hát Kịch Việt Nam quyết định hoàn thành nốt tác phẩm Người cầm súng, tác phẩm mở đầu cho bộ 3 thành tựu nghệ thuật xuất sắc nhất của Nikolai Pogodin. Mạnh Linh tiếp tục nhận vai Lenin trong vở kịch này. Sau 3 vở kịch của Nikolai, Mạnh Linh tiếp tục vào vai Lenin trong vở Con ngựa xanh trên thảm cỏ đỏ của Mikhail Shatrov. Việc liên tiếp thể hiện thành công vai diễn này, ông được cho là "đã gây ra một "cơn sốc" xúc động cho khán giả Việt Nam về vị lãnh tụ không chỉ của cách mạng Nga mà của cả cách mạng Việt Nam". Năm 1984, nhân kỷ niệm 30 năm Chiến thắng Điện Biên Phủ, Nhà hát Kịch Việt Nam đã huy động hơn 200 diễn viên để dựng vở kịch Bài ca Điện Biên, trong đó người đóng vai chủ tịch Hồ Chí Minh chính là Mạnh Linh, cũng là Giám đốc Nhà hát lúc bấy giờ.

### Dàn dựng
Bên cạnh vai trò diễn viên, Mạnh Linh còn là người dàn dựng cho nhiều vở kịch đặc sắc của Nhà hát Kịch như vở Người thầy cũ của Thiết Vũ, Sư già và em bé của Kính Dân, Chiếc vuốt cọp của Thanh Hương. Năm 1987, chuẩn bị cho chương trình Giao lưu sân khấu với bạn bè quốc tế, Nhà hát Kịch Việt Nam đã cử Mạnh Linh cùng Doãn Hoàng Giang và Doãn Châu sang Tiệp Khắc để nghiên cứu về Karel Čapek – nhà viết kịch hàng đầu của Tiệp Khắc, nổi tiếng với các tác phẩm chống Phát xít có giá trị cao. Sau khi ba người trở về, Nhà hát đã quyết định dựng vở kịch Bệnh trắng (tiếng Séc: Bílá nemoc) – tác phẩm nổi tiếng nhất của nhà văn này viết về mâu thuẫn giữa một bác sĩ mang tư tưởng hòa bình và một viên thống chế theo Phát xít.
Với nhiều đóng góp sân khấu kịch, năm 1988, ông được nhà nước Việt Nam phong tặng danh hiệu Nghệ sĩ Nhân dân.

## Tai tiếng và cuối đời
Năm 1996, khán giả Việt Nam bất ngờ trước tin Mạnh Linh liên quan đến vụ án xù nợ của con gái. Ông bị buộc tội đồng phạm với con gái trong việc vay tiền mà không trả được và phải nhận án 8 năm tù giam. Nhưng vì tuổi cao sức yếu (lúc này ông đã 70 tuổi) mà ông được về quê ở Gia Lương, Bắc Ninh để dưỡng bệnh cho đến khi hưởng lệnh đặc xá. Đây cũng là nguyên nhân khiến cho ông bị tước danh hiệu Nghệ sĩ Nhân dân của Việt Nam. Tính đến năm 2024, trường hợp của Mạnh Linh được xem là trường hợp duy nhất bị tước danh hiệu này.
Sau khi được đặc xá, ông chuyển về sống tại Hà Nội cùng vợ và các cháu. Không rõ ông qua đời vào năm nào.

## Tác phẩm

### Sân khấu
| Năm  | Vở kịch                       | Nhân vật        | Tác giả              | Đạo diễn                                   | Chú   | Nguồn         |
| ---- | ----------------------------- | --------------- | -------------------- | ------------------------------------------ | ----- | ------------- |
| 1954 | Những người ở lại             | Sơn             | Nguyễn Huy Tưởng     | NSND Thế Lữ                                |       | [ 31 ]        |
| 1955 | Chị Hòa                       | Sơn             | Học Phi              |                                            | [ a ] | [ 32 ]        |
| 1957 | Đầu sóng ngọn gió             | Khả             | Nguyễn Hùng          | Vaxiliev                                   |       | [ 32 ]        |
| 1959 | Một Đảng viên                 | Minh            | Học Phi              | NSND Thế Lữ, NSND Trần Hoạt                | [ a ] | [ 33 ] [ 34 ] |
| 1963 | Đêm mưa                       | Vịnh            | Tất Đạt              | NSND Dương Ngọc Đức, NSND Ngọc Phương      |       | [ 35 ] [ 36 ] |
| 1965 | Lửa hậu phương                | Chủ tịch Đệ     | Kính Dân             | Mạnh Linh, NSƯT Lại Phú Cương              |       | [ 37 ] [ 38 ] |
| 1968 | Quê hương Việt Nam            | Bí thư Đoài     | Xuân Trình           | NSND Đình Quang                            |       | [ 39 ] [ 40 ] |
| 1970 | Đôi mắt                       | Thành           | Vũ Dũng Minh         | NSND Dương Ngọc Đức                        | [ c ] | [ 41 ] [ 42 ] |
| 1970 | Chuông đồng hồ điện Kremlin   | Kỹ sư Zabolin   | Nikolai Pogodin      | Lesli                                      |       | [ 14 ] [ 43 ] |
| 1974 | Đại đội trưởng của tôi        | Sư trưởng Quỳnh | NSƯT Đào Hồng Cẩm    | NSND Đình Quang                            | [ e ] | [ 32 ] [ 44 ] |
| 1977 | Khúc thứ ba bi tráng          | Vladimir Lenin  | Nikolai Pogodin      | NSND Dương Ngọc Đức                        | [ c ] | [ 45 ] [ 46 ] |
| 1977 | Người cầm súng                | Vladimir Lenin  | Nikolai Pogodin      | NSND Dương Ngọc Đức                        | [ c ] | [ 6 ]         |
| 1979 | Platon Krechet                | Chủ tịch Berest | Oleksandr Korniychuk | NSND Xuân Đàm                              |       | [ 32 ]        |
|      | Con ngựa xanh trên thảm cỏ đỏ | Vladimir Lenin  | Mikhail Shatrov      |                                            |       | [ 19 ]        |
|      | Quảng trường đỏ               | Vladimir Lenin  |                      |                                            |       | [ 47 ]        |
| 1984 | Bài ca Điện Biên              | Hồ Chí Minh     | Tất Đạt              | NSND Doãn Hoàng Giang, NSƯT Dương Viết Bát |       | [ 19 ] [ 48 ] |
| 1985 | Lịch sử và nhân chứng         | Hồ Chí Minh     | Hoài Giao            | NSND Doãn Hoàng Giang                      |       | [ 49 ] [ 50 ] |

### Điện ảnh
| Năm  | Tên phim                      | Vai diễn               | Đạo diễn                                | Nguồn  |
| ---- | ----------------------------- | ---------------------- | --------------------------------------- | ------ |
| 1959 | Chung một dòng sông           | Vận                    | NSND Nguyễn Hồng Nghi, NSND Phạm Kỳ Nam | [ 52 ] |
| 1962 | Một ngày đầu thu              | Kiên                   | Huy Vân, NSND Hải Ninh                  | [ 53 ] |
| 1963 | Khói trắng                    | Bí thư Đảng ủy Quyết   | NSƯT Nguyễn Tiến Lợi, Lê Thiều          | [ 54 ] |
| 1979 | Con chim biết chọn hạt        | Giám đốc               | NSƯT Vũ Phạm Từ                         | [ 5 ]  |
| 1980 | Đất mẹ                        | Đại úy Giáp            | NSND Hải Ninh                           | [ 55 ] |
| 1986 | Cuộc chia tay không hẹn trước | Thứ trưởng Trương Đồng | NSND Bạch Diệp                          | [ 56 ] |
| 1986 | Đứa con và người lính         | Trung đoàn trưởng Thừa | Châu Huế                                | [ 56 ] |
| 1988 | Tướng về hưu                  | Tướng Thuấn            | NSND Nguyễn Khắc Lợi                    | [ 57 ] |
| 1989 | Phận đời không muốn nhớ       | Bố Khoái               | Trần Quốc Huấn                          |        |
| 1992 | Vụ áp phe Đông Dương          | Tộc trưởng Vàng        | NSND Trần Đắc                           | [ 8 ]  |

### Truyền hình
| Năm  | Tên phim                          | Vai diễn | Đạo diễn                | Kênh | Nguồn |
| ---- | --------------------------------- | -------- | ----------------------- | ---- | ----- |
| 1995 | Những người sống bên tôi          |          | NSƯT Tất Bình           | VTV1 |       |
| 1995 | Lặng lẽ tuổi trăng tròn           |          | NSND Bạch Diệp          | VTV1 |       |
| 1996 | Những người sống bên tôi (phần 2) |          | NSƯT Tất Bình           | VTV3 |       |
| 1996 | Người Hà Nội                      |          | Hoàng Tích Chỉ, Đoàn Lê | VTV3 |       |

## Khen thưởng
- Huân chương Kháng chiến chống Pháp hạng Nhất.
- Huân chương Kháng chiến chống Mỹ cứu nước hạng Nhất.
- Huân chương Lao động hạng Nhì.
- Huân chương Lenin (do Liên Xô trao tặng).

## Đời tư
Mạnh Linh có hai người con trai và hai người con gái. Người con trai cả của ông mất sớm, để lại cho ông bà 3 người cháu nội; con trai thứ từng nghiện ma túy, có hai người con trai nhưng cũng nhờ ông bà phụ giúp nuôi nấng. Một trong hai người con gái của ông là thủ phạm trong vụ án xù nợ năm 1996, chịu án đến năm 2003 thì hết hạn.